# Secuencia conservada

Los residuos conservados entre los diversos receptores acoplados a proteína G, están resaltados en verde.

Secuencias conservadas son secuencias biológicas similares o idénticas que pueden encontrarse en ácidos nucleicos, proteínas o polisacáridos, dentro de múltiples especies de organismos o dentro de diferentes moléculas producidas por el mismo organismo. En el caso de conservación cruzada entre especies, indica que una secuencia particular podría haber sido mantenida por la evolución a pesar de la especiación. Esto asegura que, en un árbol filogenético, se encuentra con mayor frecuencia una región en particular cuanto más altamente conservada está (también se utiliza la expresión regiones conservadas).
Ocurren dentro de ácidos nucleicos (tal como secuencias de ADN y ARN), secuencia de proteínas, estructura de las proteínas o  carbohidratos poliméricos a través de las especies (secuencias ortologas) o dentro de diferentes moléculas producidas por el mismo organismo (secuencias paralogas).  

En el caso de conservación de especies cruzadas, esto indica que una secuencia particular puede haber sido mantenida por la evolución a pesar de la especiación. 
Cuanto más arriba en el árbol filogenético una particular secuencia conservada pueda producirse, más altamente conservada se dice que es.
Dado que la información de secuencia normalmente se transmite de los padres a la progenie por medio de genes, una secuencia conservada implica que hay un gen conservado.
Es ampliamente aceptado que una mutación en una región "altamente conservada" conduce a una forma de vida no viable, o una forma que es eliminada a través de selección natural.
La secuencia promotor "caja TATA" es un ejemplo de una región o secuencia altamente conservada del ADN, que se encuentra en la mayoría de los eucariotas.

## Papel biológico de la conservación de regiones o secuencias
Las similitudes entre regiones o secuencias sirven como evidencias de conservación estructural y funcional, además de poner de manifiesto las relaciones evolutivas entre secuencias. De esta forma, el análisis comparativo es el método primario mediante el cual se identifican los elementos funcionales. 
Entre las regiones más conservadas se encuentran los sitios activos de las enzimas y los lugares de acoplamiento de los receptores proteicos.